# Храм на Ешмун
Храмът на Ешмун е древен финикийски храм на Ешмун, бог на лечението.
Намира се в близост до река Авали и на 2 километра североизточно от Сидон в югозападната част на днешен Ливан. Първоначално построен от сидонския владетел Ешмуназар II през VI век пр.н.е. храмът се използва до налагането на християнството, когато е изоставен и дълго време се използва като източник на строителни материали. В наши дни са запазени части от основите и стените.